# فرودگاه بین‌المللی گریفیز
فرودگاه بین‌المللی گریفیز (به انگلیسی: Griffiss International Airport) یک فرودگاه همگانی بهره‌برداری هوایی با کد یاتا RME است که یک باند فرود بتن دارد و طول باند آن ۳۶۰۳ متر است. این فرودگاه در شهر رم، نیویورک کشور ایالات متحده آمریکا قرار دارد و در ارتفاع ۱۵۴ متری از سطح دریا واقع شده است.